# NGC 4080
NGC 4080 ist eine Balken-Spiralgalaxie vom Hubble-Typ SBm im Sternbild Haar der Berenike. Sie ist schätzungsweise 25 Millionen Lichtjahre von der Milchstraße entfernt.
Das Objekt wurde am 11. April 1785 von Wilhelm Herschel entdeckt.